# Tsutomu Yamaguchi
Tsutomu Yamaguchi (16. marts 1916 – 4. januar 2010) var en japansk overlevende fra Atombomberne over Hiroshima og Nagasaki.
Tsutomu Yamaguchi var til stedet under atom angrebet i Hiroshima. I 1957 blev han anerkendt som en hibakusha (eksplosionsramt person) efter bombningen af Nagasaki, men det var ikke før 24. marts 2009 at regeringen i Japan officielt anerkendte hans tilstedeværelse i Hiroshima tre dage tidligere. Yamaguchi er den eneste person som officielt er anerkendt af regeringen i Japan som en overlevende efter begge atombomberne. Han døde af mavekræft i begyndelsen af januar 2010.